# SSS
SSS (o S.S.S.) fou una marca catalana de velomotors, fabricats a Barcelona entre 1941 i 1944.
Els SSS eren força arcaics, incorporant una tecnologia més aviat pròpia dels anys 30, destacant-ne el seu motor (copiat de l'alemany Sachs) amb cilindre cec.